# 瓦恰河
瓦恰河（維吾爾語：ۋەچە دەرياسى‎，拉丁维文：Weche Deryasi），又譯瓦卡代里牙河（維吾爾語：ۋەچە دەريا‎，拉丁维文：Weche Derya），是中华人民共和国新疆维吾尔自治区喀什地区塔什库尔干塔吉克自治县中北部地区的一条河流，是塔什库尔干河右岸支流，发源于喀喇昆仑山脉皮的其力尕山的白尔力克达坂（海拔4749米），东北流15千米后转西北流，经瓦恰乡和班迪尔乡，于波斯特班迪尔村汇入塔什库尔干河下坂地水库。河流全长63千米，流域面积951平方千米，年均径流量约0.73亿立方米。瓦恰河谷富铜、铀等矿产资源。